# Swallowed – Es ist in dir
Swallowed – Es ist in dir (Originaltitel Swallowed für „Verschluckt“) ist ein amerikanischer LGBT-Bodyhorrorfilm, der von Carter Smith geschrieben und inszeniert wurde. Er handelt von zwei schwulen Freunden, die durch Verschlucken von Kondomen Drogen schmuggeln wollen. In den Vereinigten Staaten hatte er Premiere beim Overlook Film Festival 2022 und wurde am 14. Februar 2023 veröffentlicht.

## Handlung
Ben aus Maine steht davor, für den Beginn seiner Schwulenporno-Karriere nach Los Angeles zu fliegen. Um ihm ein Startkapital zu schenken, hat sein bester Freund Dom, der scheinbar heterosexuell, aber in ihn verliebt ist, vorher ohne Bens Wissen zugestimmt, einen Drogenschmuggel nach Kanada durchzuführen. Am Treffpunkt werden sie von der Kontaktperson Alice unter vorgehaltener Pistole gezwungen, Kondome zu schlucken, die die Drogen beinhalten; Dom vier und Ben eines. An einer Raststätte hinter der Grenze wird Dom von einem Redneck in den Bauch geschlagen, worauf er starke Bauchschmerzen bekommt und ein Kondom ausscheidet, in dem sich etwas bewegt. Bevor Ben einen Krankenwagen rufen kann, erscheint die von Dom benachrichtigte Alice, die erklärt, dass die Kondome Larven enthalten, deren giftiger Biss high mache.
Sie fährt sie zu der Waldhütte ihres Bosses Rich und zwingt Ben, zu beginnen, die Kondome aus Dom herauszuholen. Nach Richs Ankunft drängt er Ben, weiterzumachen, indem er Dom eine Pistole in den Mund hält. Rich zieht selbst das letzte Kondom heraus, das aber gerissen ist – und die Larven noch in Dom, der an ihrem Gift bewusstlos wird. Rich lehnt ab, dass Alice Dom in ein Krankenhaus bringt, und erschießt sie draußen, während Ben Dom küsst, bevor dieser in seinen Armen stirbt.
Rich zwingt Ben, sich auszuziehen und von ihm mit einem Waschlappen säubern zu lassen; Ben kann ihn danach überreden, seine Unterhose und Schuhe wieder anziehen zu dürfen, bevor er Rich mit einer Pinzette in den Hals sticht. Er flieht zu einem Wasserfall, wo er das Kondom ausscheidet. Zur Hütte zurückgekehrt nimmt er die Pistole und zwingt Rich, sich von einer Larve beißen zu lassen. Er wäscht den toten Dom im Fluss und entsorgt den paralysierten Rich im Toilettenhäuschen.
In einer Mid-Credits-Szene ist Ben, dessen Künstlername „Benji Dom“ lautet, für einen fiktionalen Schwulenporno-Preis als Bester Newcomer nominiert.

## Produktion

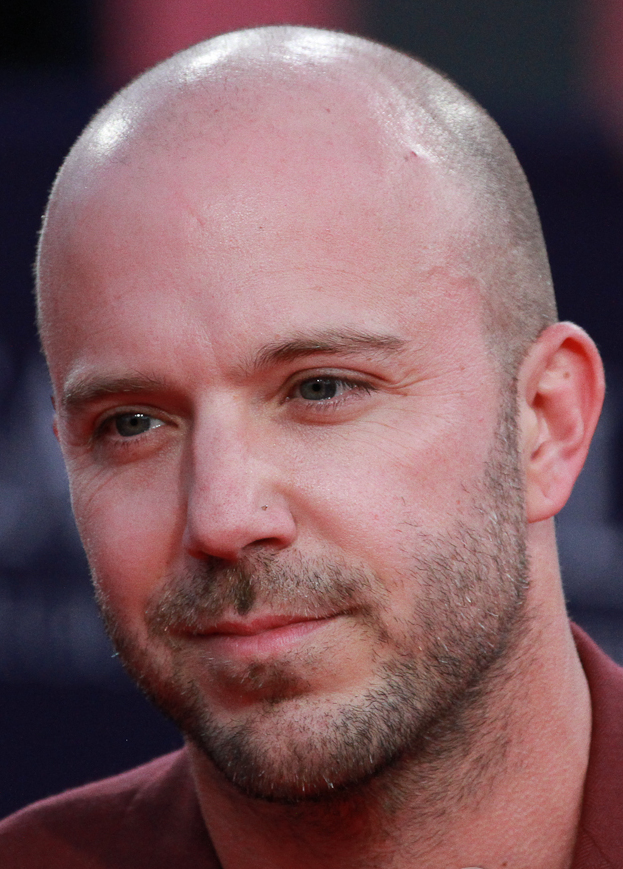
Carter Smith, Drehbuchautor und Regisseur des Films

### Entwicklung und Themen
Swallowed stammt von dem schwulen Filmemacher und Fotograf Carter Smith, der im ländlichen Maine geboren war. Er ist bekannt für den Film Ruinen (2008), aber drehte mit Jamie Marks Is Dead und Midnight Kiss auch bereits queeren Horror. Als Fotograf schuf er die männliche Körperreihe All the Dead Boys, nach der er auch sein eigenes Produktionsunternehmen benannte. Swallowed ist der erste Film, der durch diese entstand. Er war von Beginn als Projekt mit einer kleinen Crew und Mikrobudget geplant.
Inhaltlich war es für Smith wichtig und von Bedeutung, „Queerness in den Vordergrund zu stellen und einen Film zu machen, der ganz ungeniert aus einer queeren Perspektive mit queeren Figuren ist in einer Geschichte, die nicht unbedingt davon handelt, dass sie queer sind.“ Die Hauptfigur Benjamin machte er zu einem Schwulenporno-Star in einer sexpositiven Darstellung ohne Scham. Smith sagte dazu, er mochte die Idee, dass er „keine mit sich ringende, angstvolle Schwulenfigur ist, die Probleme mit ihrer Identität hat, [und] dass er sich damit wohl fühlt, wer er ist, und stolz darauf und bereit, es anzunehmen.“ Mit der Figur zeigt der Film männliche Nacktheit mit dem männlichen Körper auf eine Weise im Zentrum, wie er es in Horrorfilmen oft nicht ist und wie Smith als 16-Jähriger hatte in Horrorfilmen sehen wollen. Im Drehbuch machte er explizit deutlich, dass die Figur nackt sein würde, damit sich nur Schauspieler melden würden, die dazu auch bereit seien. So sollte Benjamin ursprünglich die letzten 40 Minuten, nachdem er einmal die Unterhose auszieht, nackt bleiben.
Die queere Thematik trifft in Swallowed auf Body Horror, ein Subgenre, das Smith bereits als schwules Kind in der AIDS-Ära faszinierte. Mit Swallowed wollte er Body Horror im Kontext, Kontrolle über den Körper zu verlieren, aus der Perspektive einer Figur erkunden, die sich im eigenen Körper wohlfühlt, aber trotzdem in einer schrecklichen Situation landet. Die Geschichte begann mit der Idee, dass das, was Ben und Dom schlucken, nicht das ist, was sie glauben, wodurch ihr inhärent war, dass es einen Reveal geben werde, durch den sie eine neue Richtung einschlage. Was sie schlucken und schließlich als die Drogen enthüllt wird, sollte aber dennoch auch hundertprozentig plausibel sein. Da es nach Smith viele Varianten an natürlichen Tieren und Giften gebe, die Menschen seit hunderten von Jahren eingenommen, geschluckt oder injiziert haben, handle es sich bei den Larven, die high machen, weniger um Science-Fiction als um eine seltsame Drogensubkultur des nördlichen Maine.

### Besetzung
Ein Fotoshoot mit Jose Colon für All the Dead Boys sei laut Smith der Start des Projektes gewesen, denn „ich verbrachte einen Nachmittag damit, ihn zu fotografieren, und ging dann zurück nach Maine und begann zu schreiben. Diese Figur namens Dom erschien mir und ich folgte, wohin er mich führte.“ Für Colon ist der Film das Schauspieldebüt.
Cooper Koch, den Smith zuvor schon einmal getroffen hatte, war der einzige der Schauspieler, der als Vorsprechen ein Video einschickte. Nach dessen Sichtung war er Smiths einzige Wahl für die Rolle des Benjamin.
Colon und Koch verbrachten die Woche vor Drehbeginn zusammen in einer Hütte in Maine, um eine Freundschaft und damit das Verhältnis ihrer Figuren aufzubauen.
Die Figur Rich schrieb Smith mit Mark Patton im Kopf, der bekannt wurde für den Horrorfilm Nightmare II – Die Rache, dem homoerotischer Subtext zugeschrieben wird, und 2019 die Dokumentation Scream, Queen! My Nightmare on Elm Street produzierte. Nach dieser sei Smith von der Person Patton fasziniert gewesen.
Mit Jena Malone hatte Smith bereits bei Ruinen zusammengearbeitet, wobei sie Freunde wurden, sodass er die Figur Alice für sie schrieb, um erneut mit ihr zu drehen.

### Dreharbeiten
Smith drehte den Film in Maine, wo er aufwuchs, genauer für einen Großteil der Handlung in einer Hütte, die sein Vater gebaut hatte, während Smith die Mittelschule besucht hatte. Dort gab es weder Internet- oder Handyempfang noch Strom oder eine Toilette mit fließendem Wasser. Das separate Toilettenhäuschen, das im Film zu sehen ist, wurde von der Crew benutzt. Der Dreh im umliegenden Wald mit Zweigen und Käfern bedeutete entgegen dem ursprünglichen Plan, dass Cooper Koch als Benjamin doch wieder Unterwäsche gegeben werden musste. Der Jeep, der im Film zu sehen ist, war Smiths Fahrzeug.
Der Kameramann Alexander Wolf Lewis kommt von einem Hintergrund im Drehen von Dokumentarfilmen und hat mit Swallowed sein Spielfilmdebüt. Gedreht wurde so viel wie möglich mit natürlichem Licht. Als Seitenverhältnis der Aufnahmen wurde 4:3 benutzt, um bei Close-ups den Bildschirm auszufüllen.
Smith plante, möglichst nur praktische Effekte zu benutzen. Das Kreaturendesign der Insekten stammt von Dan Martin, den Smith einige Jahre zuvor beim Overlook Filmfestival kennengelernt hatte. Für die Larven wurden steuerbare Puppen verwendet, deren Zähne und Bewegungen durch wenige digitale Effekte verstärkt wurden.

## Veröffentlichung
Swallowed hatte seine Weltpremiere bei dem amerikanischen Overlook Film Festival im Juni 2022.
Hinzu kamen weitere diverse Horror- und LGBT-Filmfestivals, unter anderen als Nächstes das kanadische Fantasia International Film Festival im Juli und als Deutschlandpremiere das Fantasy Filmfest im September 2022. Im Vereinigten Königreich wurde er im März 2023 beim BFI Flare gezeigt.
Momentum Pictures erwarb im Januar 2023 die nordamerikanischen Vertriebsrechte für den Film und veröffentlichte ihn am 14. Februar. In Irland und dem Vereinigten Königreich wurde er von Blue Finch Films am 24. April herausgebracht. In Deutschland erscheint der Film als DVD und BluRay am 27. Oktober.

## Rezeption
Bei der Review-Aggregator-Website Rotten Tomatoes erreicht Swallowed eine Kritikerwertung von 81 % anhand 48 Kritiken mit einer Durchschnittswertung von 6,3.
Mary Beth McAndrews für den Horrorfilmblog Dread Central beschreibt den Film als dreckigen, transgressiven und sexy queeren Horrorfilm, der es ablehne, sich nach einem heterosexuellen Publikum auszurichten, und hebt insbesondere die Chemie zwischen den beiden Hauptfiguren hervor, deren geladene Intimität jede Szene elektrifiziere und das emotionale Risiko des Films verankere.
Meegan Navarro für Bloody Disgusting allerdings kritisiert den tonalen Wechsel: der Film vergeude sein Body-Horror-Potenzial, indem die zweite Hälfte mehr daran interessiert sei, den Horror eines Sexualtäters eingebettet in einem Krimithriller zu erkunden. Wer einen geradlinigen Horrorfilm mit krassem Body-Horror erwarte, werde enttäuscht. Die entsprechenden Elemente seien eher eine unterentwickelte Metapher für eine Transformation oder Sprungbrett für eine zutiefst persönliche, charaktergetriebene Geschichte von Trauma und queerer Identität.
Jon Mendelsohn von CBR wiederum befindet, der Film verzahne seine verschiedenen Ideen und Subgenres erfolgreich, wodurch er ein berauschendes originelles Stück queeren Horrors kreiere, und integriere bizarre Elemente, die viele Zuschauer nicht in einem Standard-Genrefilm erwarten würden, aber sie alle würden funktionieren und der Geschichte dienen. „Swallowed ist ein dynamischer Film, der viel zu sagen hat und es schafft, dabei immer noch eine Lieblichkeit zu haben, ungeachtet wie grotesk er zeitweise werden kann.“